# Колесников, Евгений Николаевич
Евгений Николаевич Колесников (29 ноября 1963 — 17 января 1995, Грозный) — командир разведывательной роты 336-й бригады морской пехоты Балтийского флота, гвардии майор. Герой Российской Федерации (1995, посмертно).

## Биография
Родился 29 ноября 1963 года в городе Завитинск Амурской области.
В армии с августа 1981 года. С 1987 года принимал участие в боевых действиях в Афганистане. Был награждён орденом Красной Звезды и медалью «За отвагу» и медалью Республики Афганистан -10 лет Саурской Революции.
С 1989 года служил в Прибалтийском военном округе. В июле этого же года был назначен командиром стрелковой роты. С 1991 года командир роты морской пехоты.
В январе 1995 года отправился в командировку в Чеченскую республику. 17 января 1995 года группа попала под сильный огонь из укреплённого пункта. Колесников повёл бойцов в атаку. Погиб в бою.
Похоронен на городском кладбище города Балтийска Калининградской области.
За мужество и героизм, проявленные при выполнении специального задания, Указом Президента Российской Федерации № 434 от 3 мая 1995 года гвардии майору Колесникову Евгению Николаевичу присвоено звание Героя Российской Федерации. Медаль «Золотая Звезда» № 170.
Постановлением Военного совета Балтийского флота установлен День памяти морских пехотинцев, погибших при выполнении воинского долга — 18 января. Ежегодно в этот день проходят памятные мероприятия и возлагаются цветы к могиле Героя России гвардии майора Евгения Колесникова.